# Pancéřníček pilopyský
Pancéřníček pilopyský (Callichthys serralabium) je paprskoploutvá ryba z čeledi pancéřníčkovití (Callichthyidae).
Druh byl popsán roku 2004 ichtyology A. P. Lehmannem a R.E. Reisem.

## Popis a výskyt
Maximální délka ryby je 15,8 cm.
Tělo podlouhlé, zploštělé. Od ostatních druhů stejného rodu se liší zoubkovaným spodním rtem. Nepravidelné skvrny na bocích.
Byla nalezena ve vodách Jižní Ameriky: řeka Orinoko, Río Negro a Amazonka (Venezuela a Brazílie).